# Вюлен
Вюле́н (фр. Vulaines) — коммуна во Франции, находится в регионе Шампань — Арденны. Департамент — Об. Входит в состав кантона Экс-ан-От. Округ коммуны — Труа.
Код INSEE коммуны — 10444.
Коммуна расположена приблизительно в 120 км к юго-востоку от Парижа, в 100 км юго-западнее Шалон-ан-Шампани, в 35 км к западу от Труа.

## Население
Население коммуны на 2008 год составляло 222 человека.
| 1962 | 1968 | 1975 | 1982 | 1990 | 1999 | 2008 |
| ---- | ---- | ---- | ---- | ---- | ---- | ---- |
| 243  | 245  | 207  | 171  | 187  | 212  | 222  |

## Экономика

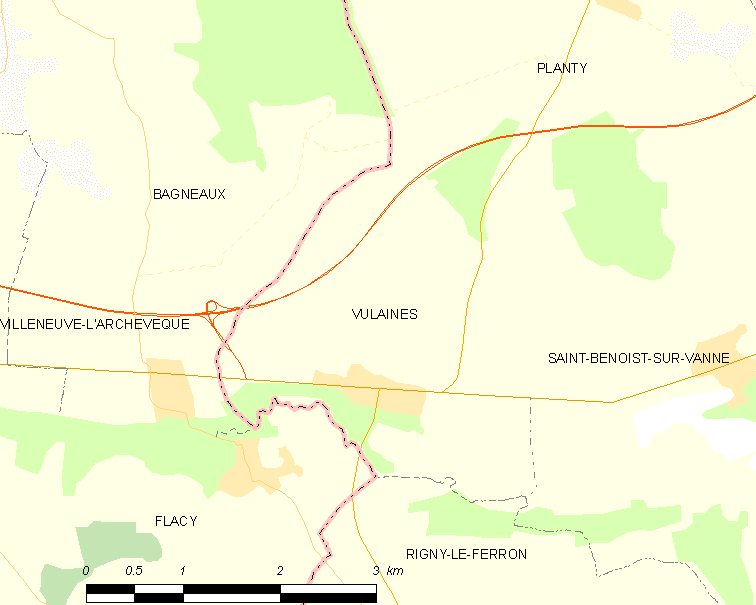
Карта коммуны

В 2007 году среди 133 человек в трудоспособном возрасте (15—64 лет) 105 были экономически активными, 28 — неактивными (показатель активности — 78,9 %, в 1999 году было 65,6 %). Из 105 активных работали 90 человек (53 мужчины и 37 женщин), безработных было 15 (4 мужчины и 11 женщин). Среди 28 неактивных 9 человек были учениками или студентами, 10 — пенсионерами, 9 были неактивными по другим причинам.